# Donji Lipovac (Serbia)
Donji Lipovac (cyr. Доњи Липовац) – wieś w Serbii, w okręgu rasińskim, w gminie Brus. W 2011 roku liczyła 152 mieszkańców.